# Repunit
En matemáticas recreativas, un repituno (en inglés, repunit) es un número como 11, 111 o 1111 que contiene solamente el dígito 1 (la forma más sencilla de repidígito). El término en inglés proviene de repeated unit y fue acuñado en 1966 por Albert H. Beiler.
Un primo repituno es un repituno que también es un número primo. En binario, estos números son los primos de Mersenne.

## Definición
Los repitunos en base b se definen como
{\displaystyle R_{n}^{(b)}={b^{n}-1 \over {b-1}}\qquad {\mbox{para }}b\geq 2,n\geq 1.}
Así, el número Rn(b) consta de n ejemplares del dígito 1 en base b. Los dos primeros repitunos en base b para n=1 y n=2 son
{\displaystyle R_{1}^{(b)}={b-1 \over {b-1}}=1\qquad {\text{y}}\qquad R_{2}^{(b)}={b^{2}-1 \over {b-1}}=b+1\qquad {\text{para}}\ b\geq 2.}
En particular, los repitunos decimales (en base 10) a quienes se les suele llamar simplemente repitunos se definen como
{\displaystyle R_{n}=R_{n}^{(10)}={10^{n}-1 \over {10-1}}={10^{n}-1 \over 9}\qquad {\mbox{para }}n\geq 1.}
Así, el número Rn = Rn(10) consta de n ejemplares del dígito 1 en base 10. La sucesión de repitunos en base diez comienza con
1, 11, 111, 1111, ... (sucesión A002275 en OEIS).
Análogamente, los repitunos en base 2 se definen como
{\displaystyle R_{n}^{(2)}={2^{n}-1 \over {2-1}}={2^{n}-1}\qquad {\mbox{para }}n\geq 1.}
Así, el número Rn(2) consta de n ejemplares del dígito 1 en base 2. De hecho, los repitunos en base 2 son los ya conocidos números de Mersenne Mn = 2n − 1.

## Propiedades
- En cualquier base, cualquier repituno que tenga un número compuesto de dígitos es necesariamente compuesto. Solamente los repitunos (en cualquier base) que tengan un número primo de dígitos pueden ser primos (condición necesaria pero no suficiente). Por ejemplo,
R35(b) = 11111111111111111111111111111111111 = 11111 × 1000010000100001000010000100001 = 1111111 × 10000001000000100000010000001,

dado que 35 = 7 × 5 = 5 × 7.  Esta factorización no depende de la base b en la que se exprese el repituno.
- Cualquier múltiplo positivo del repituno Rn(b) contiene al menos n dígitos distintos de cero en base b.

- Los únicos números conocidos de al menos 3 dígitos que son simultáneamente repitunos en más de una base son 31 (111 en base 5, 11111 en base 2) y 8191 (111 en base 90, 1111111111111 en base 2). La conjetura de Goormaghtigh dice que solamente hay esos dos casos.

- Utilizando el principio del palomar se puede demostrar fácilmente que para cada n y b tales que n y b son primos entre sí existe un repituno en base b que es múltiplo de n. Para ver esto considérense los repitunos R1(b),...,Rn(b). Supongamos que ninguno de los Rk(b) es divisible por n. Como hay n repitunos pero solamente n-1 restos distintos de cero módulo n, existen dos repitunos Ri(b) y Rj(b) con 1≤i<j≤n tales que Ri(b) y Rj(b) tienen el mismo resto módulo n. Se sigue entonces que Rj(b) - Ri(b) tiene resto 0 módulo n, es decir, es divisible por n. Rj(b) - Ri(b) consta de j - i unos seguidos por i ceros. Así, Rj(b) - Ri(b) = Rj-i(b)  x 10i  = Rj-i(b)  x bi . Dado que n divide el lado de la izquierda, también divide el lado de la derecha, y como n y b son primos entre sí, n debe dividir a Rj-i(b) contradiciendo la suposición inicial.
- La conjetura de Feit-Thompson afirma que Rq(p) nunca divide a Rp(q) para dos primos distintos p y q.

## Factorización de los repitunos decimales
La siguiente lista recoge la descomposición en factores primos de los sucesivos repitunos (Rn = 1, 11, 111, 1111, ...) . Los factores primos coloreados en rojo indican que son "nuevos factores", es decir, que el factor primo coloreado de rojo divide a Rn pero que no divide a ningún Rk para todo k < n. (sucesión A102380 en OEIS)
| R1 =  | 1                                                  |
| R2 =  | 11                                                 |
| R3 =  | 3 · 37                                             |
| R4 =  | 11 · 101                                           |
| R5 =  | 41 · 271                                           |
| R6 =  | 3 · 7 · 11 · 13 · 37                               |
| R7 =  | 239 · 4649                                         |
| R8 =  | 11 · 73 · 101 · 137                                |
| R9 =  | 32 · 37 · 333667                                   |
| R10 = | 11 · 41 · 271 · 9091                               |
| R11 = | 21649 · 513239                                     |
| R12 = | 3 · 7 · 11 · 13 · 37 · 101 · 9901                  |
| R13 = | 53 · 79 · 265371653                                |
| R14 = | 11 · 239 · 4649 · 909091                           |
| R15 = | 3 · 31 · 37 · 41 · 271 · 2906161                   |
| R16 = | 11 · 17 · 73 · 101 · 137 · 5882353                 |
| R17 = | 2071723 · 5363222357                               |
| R18 = | 32 · 7 · 11 · 13 · 19 · 37 · 52579 · 333667        |
| R19 = | 1111111111111111111                                |
| R20 = | 11 · 41 · 101 · 271 · 3541 · 9091 · 27961          |
| R21 = | 3 · 37 · 43 · 239 · 1933 · 4649 · 10838689         |
| R22 = | 112 · 23 · 4093 · 8779 · 21649 · 513239            |
| R23 = | 11111111111111111111111                            |
| R24 = | 3 · 7 · 11 · 13 · 73 · 101 · 137 · 9901 · 99990001 |
| R25 = | 41 · 271 · 21401 · 25601 · 182521213001            |

| R26 = | 11 · 53 · 79 · 859 · 265371653 · 1058313049                                              |
| R27 = | 3· 37 · 757 · 333667 · 440334654777631                                                   |
| R28 = | 11 · 29 · 101 · 281 · 239 · 4649 · 909091 · 121499449                                    |
| R29 = | 3191 · 16763 · 43037 · 62003 · 77843839397                                               |
| R30 = | 3 · 7 · 11 · 13 · 31 · 37 · 41 · 211 · 241 · 271 · 2161 · 9091 · 2906161                 |
| R31 = | 2791 · 6943319 · 57336415063790604359                                                    |
| R32 = | 11 · 17 · 73 · 101 · 137 · 353 · 449 · 641 · 1409 · 69857 · 5882353                      |
| R33 = | 3 · 37 · 67 · 21649 · 513239 · 1344628210313298373                                       |
| R34 = | 11 · 103 · 4013 · 2071723 · 5363222357 · 21993833369                                     |
| R35 = | 41 · 71 · 239 · 271 · 4649 · 123551 · 102598800232111471                                 |
| R36 = | 32 · 7 · 11 · 13 · 19 · 37 · 101 · 9901 · 52579 · 333667 · 999999000001                  |
| R37 = | 2028119 · 247629013 · 2212394296770203368013                                             |
| R38 = | 11 · 909090909090909091 · 1111111111111111111                                            |
| R39 = | 3 · 37 · 53 · 79 · 265371653 · 900900900900990990990991                                  |
| R40 = | 11 · 41 · 73 · 101 · 137 · 271 · 3541 · 9091 · 27961 · 1676321 · 5964848081              |
| R41 = | 83 · 1231 · 538987 · 201763709900322803748657942361                                      |
| R42 = | 3 · 72 · 11 · 13 · 37 · 43 · 127 · 239 · 1933 · 2689 · 4649 · 459691 · 909091 · 10838689 |
| R43 = | 173 · 1527791 · 1963506722254397 · 2140992015395526641                                   |
| R44 = | 112 · 23 · 89 · 101 · 4093 · 8779 · 21649 · 513239 · 1052788969 · 1056689261             |
| R45 = | 32 · 31 · 37 · 41 · 271 · 238681 · 333667 · 2906161 · 4185502830133110721                |
| R46 = | 11 · 47 · 139 · 2531 · 549797184491917 · 11111111111111111111111                         |
| R47 = | 35121409 · 316362908763458525001406154038726382279                                       |
| R48 = | 3 · 7 · 11 · 13 · 17 · 73 · 101 · 137 · 9901 · 5882353 · 99990001 · 9999999900000001     |
| R49 = | 239 · 4649 · 505885997 · 1976730144598190963568023014679333                              |
| R50 = | 11 · 41 · 251 · 271 · 5051 · 9091 · 21401 · 25601 · 182521213001 · 78875943472201        |

Los factores primos más pequeños de los sucesivos Rn son:
1, 11, 3, 11, 41, 3, 239, 11, 3, 11, 21649, 3, 53, 11, 3, 11, 2071723, 3, 1111111111111111111, 11, 3, 11, 11111111111111111111111, 3, 41, 11, 3, 11, 3191, 3, 2791, 11, 3, 11, 41, 3, 2028119, 11, 3, 11, 83, 3, 173, 11, 3, 11, 35121409, 3, 239, 11, 3, 11, 107, 3, 41, 11, 3, 11, 2559647034361, 3, 733, 11, 3, 11, 41, 3, 493121, 11, 3, 11, 241573142393627673576957439049, 3, 12171337159, 11, 3, ... (sucesión A067063 en OEIS)

## Primos repitunos
La definición de repitunos tuvo su origen en las matemáticas recreativas al buscar sus factores primos.
Es fácil demostrar que si n es divisible por a, entonces Rn(b) es divisible por Ra(b):
{\displaystyle R_{n}^{(b)}={\frac {1}{b-1}}\prod _{d|n}\Phi _{d}(b)}
donde {\displaystyle \Phi _{d}(x)} es el d-ésimo polinomio ciclotómico y d recorre los divisores de n. Para p primo, {\displaystyle \Phi _{p}(x)=\sum _{i=0}^{p-1}x^{i}}, que tiene la forma esperada de un repituno cuando se sustituye x por b.
Por ejemplo, 9 es divisible por 3, y así R9 es divisible por R3. De hecho, 111111111 = 111 · 1001001. Los polinomios ciclotómicos correspondientes {\displaystyle \Phi _{3}(x)} y {\displaystyle \Phi _{9}(x)} son {\displaystyle x^{2}+x+1} y {\displaystyle x^{6}+x^{3}+1} respectivamente. Así, para que Rn sea primo, n debe ser necesariamente primo.
Pero no es suficiente con que n sea primo; por ejemplo, R3 = 111 = 3 · 37 no es primo. Excepto en este caso de R3, p solamente puede dividir a Rn para n primo si p = 2kn + 1 para algún k.

### Primos repitunos decimales
Rn es primo para n = 2, 19, 23, 317, 1031,... (sucesión A004023 en OEIS). R49081 y R86453 son probablemente primos. El 3 de abril de 2007, Harvey Dubner (quien también encontró R49081) anunció que R109297 es un probable primo. Luego anunció que no hay ningún otro primo del mismo tipo desde R86453 hasta R200000. El 15 de julio de 2007, Maksym Voznyy anunció que R270343 era probablemente primo, junto con su intención de llegar hasta 400000. En noviembre de 2012 se han comprobado todos los demás candidatos hasta R2500000, pero no se ha encontrado ningún probable primo hasta ahora.
Se ha conjeturado que existen infinitos primos repitunos dado que suelen aparecer tan frecuentemente como el teorema de los números primos predice: el exponente del N-ésimo primo repituno es generalmente alrededor de un múltiplo fijo del exponente del (N-1)-ésimo.
Los primos repitunos son un subconjunto trivial de los primos permutables, es decir, primos que siguen siendo primos después de cualquier permutación de sus dígitos.

### Primos repitunos en base 2
Los primos repitunos en base 2 se llaman primos de Mersenne.

### Primos repitunos en base 3
Los primeros primos repitunos en base 3 son:
13, 1093, 797161, 3754733257489862401973357979128773, 6957596529882152968992225251835887181478451547013, ... (sucesión A076481 en OEIS),
que corresponden a los siguientes valores de {\displaystyle n}:
3, 7, 13, 71, 103, ... (sucesión A028491 en OEIS).

### Primos repitunos en base 4
El único primo repituno en base 4 es 5 (escrito 11 en base 4). {\displaystyle 4^{n}-1=\left(2^{n}+1\right)\left(2^{n}-1\right)}, y 3 siempre divide a {\displaystyle 2^{n}+1} cuando n es impar y a {\displaystyle 2^{n}-1} cuando n es par. Para n mayor que 2, tanto {\displaystyle 2^{n}+1} como {\displaystyle 2^{n}-1} son mayores que 3, así que eliminando el factor 3 todavía quedan dos factores mayores que 1, así que el número no puede ser primo.

### Primos repitunos en base 5
Los primeros primos repitunos en base 5 son
31, 19531, 12207031, 305175781, 177635683940025046467781066894531, 14693679385278593849609206715278070972733319459651094018859396328480215743184089660644531, 35032461608120426773093239582247903282006548546912894293926707097244777067146515037165954709053039550781, 815663058499815565838786763657068444462645532258620818469829556933715405574685778402862015856733535201783524826169013977050781 ..., (sucesión A086122 en OEIS)
que corresponden a los siguientes valores de {\displaystyle n}
3, 7, 11, 13, 47, 127, 149, 181, 619, 929, 3407, ... (sucesión A004061 en OEIS).

### Primos repitunos en base 6
Los primeros primos repitunos en base 6 son
7, 43, 55987, 7369130657357778596659, 3546245297457217493590449191748546458005595187661976371, ..., (sucesión A165210 en OEIS)
que corresponden a los siguientes valores de {\displaystyle n}:
2, 3, 7, 29, 71, ... (sucesión A004062 en OEIS)

### Primos repitunos en base 7
Los primeros primos repitunos en base 7 son
2801, 16148168401, 85053461164796801949539541639542805770666392330682673302530819774105141531698707146930307290253537320447270457,
138502212710103408700774381033135503926663324993317631729227790657325163310341833227775945426052637092067324133850503035623601
que corresponden a los siguientes valores de {\displaystyle n}:
5, 13, 131, 149, ... (sucesión A004063 en OEIS)

### Primos repitunos en base 8
El único primo repituno en base 8 es 73 (escrito 111 en base 8). {\displaystyle 8^{n}-1=\left(4^{n}+2^{n}+1\right)\left(2^{n}-1\right)}, y 7 divide a {\displaystyle 4^{n}+2^{n}+1} cuando n no es divisible por 3 y a {\displaystyle 2^{n}-1} cuando n es un múltiplo de 3.

### Primos repitunos en base 9
No existe ninguno. {\displaystyle 9^{n}-1=\left(3^{n}+1\right)\left(3^{n}-1\right)}, y 2 siempre divide tanto a {\displaystyle 3^{n}+1} como a {\displaystyle 3^{n}-1}.

### Primos repitunos en base 12
Los primeros primos repitunos en base 12 son
13, 157, 22621, 29043636306420266077, 435700623537534460534556100566709740005056966111842089407838902783209959981593077811330507328327968191581, 388475052482842970801320278964160171426121951256610654799120070705613530182445862582590623785872890159937874339918941
que corresponden a los siguientes valores de {\displaystyle n}:
2, 3, 5, 19, 97, 109, 317, 353, 701, ... (sucesión A004064 en OEIS)

### Primos repitunos en base 20
Los únicos primos o probablemente primos repitunos en base 20 son los correspondientes a estos valores de {\displaystyle n}:
3, 11, 17, 1487, 31013, 48859, 61403 (sucesión A127995 en OEIS)
Los tres primeros repitunos en base 20 primos escritos en expresión decimal son
421, 10778947368421 y 689852631578947368421

### Basesbtales queRp(b) es primo parapprimo
La base más pequeña {\displaystyle b} para la que {\displaystyle R_{p}(b)} es primo (donde {\displaystyle p} es el primo {\displaystyle n}ésimo) figura a continuación
2, 2, 2, 2, 5, 2, 2, 2, 10, 6, 2, 61, 14, 15, 5, 24, 19, 2, 46, 3, 11, 22, 41, 2, 12 , 22, 3, 2, 12, 86, 2, 7, 13, 11, 5, 29, 56, 30, 44, 60, 304, 5, 74, 118, 33, 156, 46, 183, 72, 606 , 602, 223, 115, 37, 52, 104, 41, 6, 338, 217, 13, 136, 220, 162, 35, 10, 218, 19, 26, 39, 12, 22, 67, 120, 195 , 48, 54, 463, 38, 41, 17, 808, 404, 46, 76, 793, 38, 28, 215, 37, 236, 59, 15, 514, 260, 498, 6, 2, 95, 3 , ... (sucesión A066180 en OEIS)
La base más pequeña {\displaystyle b} tal que {\displaystyle R_{p}(-b)} es primo (donde {\displaystyle p} es el primo {\displaystyle n}ésimo) figura a continuación
3, 2, 2, 2, 2, 2, 2, 2, 2, 7, 2, 16, 61, 2, 6, 10, 6, 2, 5, 46, 18, 2, 49, 16, 70 , 2, 5, 6, 12, 92, 2, 48, 89, 30, 16, 147, 19, 19, 2, 16, 11, 289, 2, 12, 52, 2, 66, 9, 22, 5 , 489, 69, 137, 16, 36, 96, 76, 117, 26, 3, 159, 10, 16, 209, 2, 16, 23, 273, 2, 460, 22, 3, 36, 28, 329 , 43, 69, 86, 271, 396, 28, 83, 302, 209, 11, 300, 159, 79, 31, 331, 52, 176, 3, 28, 217, 14, 410, 252, 718, 164 , ... (sucesión A103795 en OEIS)
| {\displaystyle p} | Bases {\displaystyle b} tales que {\displaystyle R_{p}(b)} es primo (solo se listan bases positivas) | Secuencia OEIS             |
| 2                 | 2, 4, 6, 10, 12, 16, 18, 22, 28, 30, 36, 40, 42, 46, 52, 58, 60, 66, 70, 72, 78, 82, 88, 96, 100, 102, 106, 108, 112, 126, 130, 136, 138, 148, 150, 156, 162, 166, 172, 178, 180, 190, 192, 196, 198, 210, 222, 226, 228, 232, 238, 240, 250, 256, 262, 268, 270, 276, 280, 282, 292, 306, 310, 312, 316, 330, 336, 346, 348, 352, 358, 366, 372, 378, 382, 388, 396, 400, 408, 418, 420, 430, 432, 438, 442, 448, 456, 460, 462, 466, 478, 486, 490, 498, 502, 508, 520, 522, 540, 546, 556, 562, 568, 570, 576, 586, 592, 598, 600, 606, 612, 616, 618, 630, 640, 642, 646, 652, 658, 660, 672, 676, 682, 690, 700, 708, 718, 726, 732, 738, 742, 750, 756, 760, 768, 772, 786, 796, 808, 810, 820, 822, 826, 828, 838, 852, 856, 858, 862, 876, 880, 882, 886, 906, 910, 918, 928, 936, 940, 946, 952, 966, 970, 976, 982, 990, 996, ...                                                                                                 | (sucesión A006093 en OEIS) |
| 3                 | 2, 3, 5, 6, 8, 12, 14, 15, 17, 20, 21, 24, 27, 33, 38, 41, 50, 54, 57, 59, 62, 66, 69, 71, 75, 77, 78, 80, 89, 90, 99, 101, 105, 110, 111, 117, 119, 131, 138, 141, 143, 147, 150, 153, 155, 161, 162, 164, 167, 168, 173, 176, 188, 189, 192, 194, 203, 206, 209, 215, 218, 231, 236, 245, 246, 266, 272, 278, 279, 287, 288, 290, 293, 309, 314, 329, 332, 336, 342, 344, 348, 351, 357, 369, 378, 381, 383, 392, 395, 398, 402, 404, 405, 414, 416, 426, 434, 435, 447, 453, 455, 456, 476, 489, 495, 500, 512, 518, 525, 530, 531, 533, 537, 540, 551, 554, 560, 566, 567, 572, 579, 582, 584, 603, 605, 609, 612, 621, 624, 626, 635, 642, 644, 668, 671, 677, 686, 696, 701, 720, 726, 728, 735, 743, 747, 755, 761, 762, 768, 773, 782, 785, 792, 798, 801, 812, 818, 819, 825, 827, 836, 839, 846, 855, 857, 860, 864, 875, 878, 890, 894, 897, 899, 911, 915, 918, 920, 927, 950, 959, 960, 969, 974, 981, 987, 990, 992, 993, ... | (sucesión A002384 en OEIS) |
| 5                 | 2, 7, 12, 13, 17, 22, 23, 24, 28, 29, 30, 40, 43, 44, 50, 62, 63, 68, 73, 74, 77, 79, 83, 85, 94, 99, 110, 117, 118, 120, 122, 127, 129, 134, 143, 145, 154, 162, 164, 165, 172, 175, 177, 193, 198, 204, 208, 222, 227, 239, 249, 254, 255, 260, 263, 265, 274, 275, 277, 285, 288, 292, 304, 308, 327, 337, 340, 352, 359, 369, 373, 393, 397, 408, 414, 417, 418, 437, 439, 448, 457, 459, 474, 479, 490, 492, 495, 503, 505, 514, 519, 528, 530, 538, 539, 540, 550, 557, 563, 567, 568, 572, 579, 594, 604, 617, 637, 645, 650, 662, 679, 694, 699, 714, 728, 745, 750, 765, 770, 772, 793, 804, 805, 824, 837, 854, 860, 864, 868, 880, 890, 919, 942, 954, 967, 968, 974, 979, ... | (sucesión A049409 en OEIS) |
| 7                 | 2, 3, 5, 6, 13, 14, 17, 26, 31, 38, 40, 46, 56, 60, 61, 66, 68, 72, 73, 80, 87, 89, 93, 95, 115, 122, 126, 128, 146, 149, 156, 158, 160, 163, 180, 186, 192, 203, 206, 208, 220, 221, 235, 237, 238, 251, 264, 266, 280, 282, 290, 294, 300, 303, 320, 341, 349, 350, 353, 363, 381, 395, 399, 404, 405, 417, 418, 436, 438, 447, 450, 461, 464, 466, 478, 523, 531, 539, 548, 560, 583, 584, 591, 599, 609, 611, 622, 646, 647, 655, 657, 660, 681, 698, 700, 710, 717, 734, 760, 765, 776, 798, 800, 802, 805, 822, 842, 856, 863, 870, 878, 899, 912, 913, 926, 927, 931, 940, 941, 942, 947, 959, 984, 998, ... | (sucesión A100330 en OEIS) |
| 11                | 5, 17, 20, 21, 30, 53, 60, 86, 137, 172, 195, 212, 224, 229, 258, 268, 272, 319, 339, 355, 365, 366, 389, 390, 398, 414, 467, 480, 504, 534, 539, 543, 567, 592, 619, 626, 654, 709, 735, 756, 766, 770, 778, 787, 806, 812, 874, 943, 973, ... | (sucesión A162862 en OEIS) |
| 13                | 2, 3, 5, 7, 34, 37, 43, 59, 72, 94, 98, 110, 133, 149, 151, 159, 190, 207, 219, 221, 251, 260, 264, 267, 282, 286, 291, 319, 355, 363, 373, 382, 397, 398, 402, 406, 408, 412, 436, 442, 486, 489, 507, 542, 544, 552, 553, 582, 585, 592, 603, 610, 614, 634, 643, 645, 689, 708, 720, 730, 744, 769, 772, 806, 851, 853, 862, 882, 912, 928, 930, 952, 968, 993, ... | (sucesión A217070 en OEIS) |
| 17                | 2, 11, 20, 21, 28, 31, 55, 57, 62, 84, 87, 97, 107, 109, 129, 147, 149, 157, 160, 170, 181, 189, 191, 207, 241, 247, 251, 274, 295, 297, 315, 327, 335, 349, 351, 355, 364, 365, 368, 379, 383, 410, 419, 423, 431, 436, 438, 466, 472, 506, 513, 527, 557, 571, 597, 599, 614, 637, 653, 656, 688, 708, 709, 720, 740, 762, 835, 836, 874, 974, 976, 980, 982, 986, ... | (sucesión A217071 en OEIS) |
| 19                | 2, 10, 11, 12, 14, 19, 24, 40, 45, 46, 48, 65, 66, 67, 75, 85, 90, 103, 105, 117, 119, 137, 147, 164, 167, 179, 181, 205, 220, 235, 242, 253, 254, 263, 268, 277, 303, 315, 332, 337, 366, 369, 370, 389, 399, 404, 424, 431, 446, 449, 480, 481, 506, 509, 521, 523, 531, 547, 567, 573, 581, 622, 646, 651, 673, 736, 768, 787, 797, 807, 810, 811, 817, 840, 846, 857, 867, 869, 870, 888, 899, 902, 971, 988, 990, 992, ... | (sucesión A217072 en OEIS) |
| 23                | 10, 40, 82, 113, 127, 141, 170, 257, 275, 287, 295, 315, 344, 373, 442, 468, 609, 634, 646, 663, 671, 710, 819, 834, 857, 884, 894, 904, 992, 997, ... | (sucesión A217073 en OEIS) |
| 29                | 6, 40, 65, 70, 114, 151, 221, 229, 268, 283, 398, 451, 460, 519, 554, 587, 627, 628, 659, 687, 699, 859, 884, 915, 943, 974, 986, ... | (sucesión A217074 en OEIS) |
| 31                | 2, 14, 19, 31, 44, 53, 71, 82, 117, 127, 131, 145, 177, 197, 203, 241, 258, 261, 276, 283, 293, 320, 325, 379, 387, 388, 406, 413, 461, 462, 470, 486, 491, 534, 549, 569, 582, 612, 618, 639, 696, 706, 723, 746, 765, 767, 774, 796, 802, 877, 878, 903, 923, 981, 991, 998, ... | (sucesión A217075 en OEIS) |
| 37                | 61, 77, 94, 97, 99, 113, 126, 130, 134, 147, 161, 172, 187, 202, 208, 246, 261, 273, 285, 302, 320, 432, 444, 503, 523, 525, 563, 666, 680, 709, 740, 757, 787, 902, 962, 964, 969, ... | (sucesión A217076 en OEIS) |
| 41                | 14, 53, 55, 58, 71, 76, 82, 211, 248, 271, 296, 316, 430, 433, 439, 472, 545, 553, 555, 596, 663, 677, 682, 746, 814, 832, 885, 926, 947, 959, ... | (sucesión A217077 en OEIS) |
| 43                | 15, 21, 26, 86, 89, 114, 123, 163, 180, 310, 332, 377, 409, 438, 448, 457, 477, 526, 534, 556, 586, 612, 653, 665, 690, 692, 709, 760, 783, 803, 821, 848, 877, 899, 909, 942, 981, ... | (sucesión A217078 en OEIS) |
| 47                | 5, 17, 19, 55, 62, 75, 89, 98, 99, 132, 172, 186, 197, 220, 268, 278, 279, 288, 439, 443, 496, 579, 583, 587, 742, 777, 825, 911, 966, ... | (sucesión A217079 en OEIS) |
| 53                | 24, 45, 60, 165, 235, 272, 285, 298, 307, 381, 416, 429, 623, 799, 858, 924, 929, 936, ... | (sucesión A217080 en OEIS) |
| 59                | 19, 70, 102, 116, 126, 188, 209, 257, 294, 359, 451, 461, 468, 470, 638, 653, 710, 762, 766, 781, 824, 901, 939, 964, 995, ... | (sucesión A217081 en OEIS) |
| 61                | 2, 19, 69, 88, 138, 155, 205, 234, 336, 420, 425, 455, 470, 525, 555, 561, 608, 626, 667, 674, 766, 779, 846, 851, 937, 971, 998, ... | (sucesión A217082 en OEIS) |
| 67                | 46, 122, 238, 304, 314, 315, 328, 332, 346, 372, 382, 426, 440, 491, 496, 510, 524, 528, 566, 638, 733, 826, ... | (sucesión A217083 en OEIS) |
| 71                | 3, 6, 17, 24, 37, 89, 132, 374, 387, 402, 421, 435, 453, 464, 490, 516, 708, 736, 919, 947, 981, ... | (sucesión A217084 en OEIS) |
| 73                | 11, 15, 75, 114, 195, 215, 295, 335, 378, 559, 566, 650, 660, 832, 871, 904, 966, ... | (sucesión A217085 en OEIS) |
| 79                | 22, 112, 140, 158, 170, 254, 271, 330, 334, 354, 390, 483, 528, 560, 565, 714, 850, 888, 924, 929, 933, 935, 970, ... | (sucesión A217086 en OEIS) |
| 83                | 41, 146, 386, 593, 667, 688, 906, 927, 930, ... | (sucesión A217087 en OEIS) |
| 89                | 2, 114, 159, 190, 234, 251, 436, 616, 834, 878, ... | (sucesión A217088 en OEIS) |
| 97                | 12, 90, 104, 234, 271, 339, 420, 421, 428, 429, 464, 805, 909, 934, ... | (sucesión A217089 en OEIS) |
| 101               | 22, 78, 164, 302, 332, 359, 387, 428, 456, 564, 617, 697, 703, 704, 785, 831, 979, ... |                            |
| 103               | 3, 52, 345, 392, 421, 472, 584, 617, 633, 761, 767, 775, 785, 839, ... |                            |
| 107               | 2, 19, 61, 68, 112, 157, 219, 349, 677, 692, 700, 809, 823, 867, 999, ... |                            |
| 109               | 12, 57, 72, 79, 89, 129, 158, 165, 239, 240, 260, 277, 313, 342, 421, 445, 577, 945, ... |                            |
| 113               | 86, 233, 266, 299, 334, 492, 592, 641, 656, 719, 946, ... |                            |
| 127               | 2, 5, 6, 47, 50, 126, 151, 226, 250, 401, 427, 473, 477, 486, 497, 585, 624, 644, 678, 685, 687, 758, 896, 897, 936, ... |                            |
| 131               | 7, 493, 567, 591, 593, 613, 764, 883, 899, 919, 953, ... |                            |
| 137               | 13, 166, 213, 355, 586, 669, 707, 768, 833, ... |                            |
| 139               | 11, 50, 221, 415, 521, 577, 580, 668, 717, 720, 738, 902, ... |                            |
| 149               | 5, 7, 68, 79, 106, 260, 319, 502, 550, 779, 855, ... |                            |
| 151               | 29, 55, 57, 160, 176, 222, 255, 364, 427, 439, 642, 660, 697, 863, ... |                            |
| 157               | 56, 71, 76, 181, 190, 317, 338, 413, 426, 609, 694, 794, 797, 960, ... |                            |
| 163               | 30, 62, 118, 139, 147, 291, 456, 755, 834, 888, 902, 924, ... |                            |
| 167               | 44, 45, 127, 175, 182, 403, 449, 453, 476, 571, 582, 700, 749, 764, 929, 957, ... |                            |
| 173               | 60, 62, 139, 141, 303, 313, 368, 425, 542, 663, ... |                            |
| 179               | 304, 478, 586, 942, 952, 975, ... |                            |
| 181               | 5, 37, 171, 427, 509, 571, 618, 665, 671, 786, ... |                            |
| 191               | 74, 214, 416, 477, 595, 664, 699, 712, 743, 924, ... |                            |
| 193               | 118, 301, 486, 554, 637, 673, 736, ... |                            |
| 197               | 33, 236, 248, 262, 335, 363, 388, 593, 763, 813, ... |                            |
| 199               | 156, 362, 383, 401, 442, 630, 645, 689, 740, 921, 936, 944, 983, 988, ... |                            |
| 211               | 46, 57, 354, 478, 539, 581, 653, 829, 835, 977, ... |                            |
| 223               | 183, 186, 219, 221, 661, 749, 905, 914, ... |                            |
| 227               | 72, 136, 235, 240, 251, 322, 350, 500, 523, 556, 577, 671, 688, 743, 967, ... |                            |
| 229               | 606, 725, 754, 858, 950, ... |                            |
| 233               | 602, ... |                            |
| 239               | 223, 260, 367, 474, 564, 862, ... |                            |
| 241               | 115, 163, 223, 265, 270, 330, 689, 849, ... |                            |
| 251               | 37, 246, 267, 618, 933, ... |                            |
| 257               | 52, 78, 435, 459, 658, 709, ... |                            |
| 263               | 104, 131, 161, 476, 494, 563, 735, 842, 909, 987, ... |                            |
| 269               | 41, 48, 294, 493, 520, 812, 843, ... |                            |
| 271               | 6, 21, 186, 201, 222, 240, 586, 622, 624, ... |                            |
| 277               | 338, 473, 637, 940, 941, 978, ... |                            |
| 281               | 217, 446, 606, 618, 790, 864, ... |                            |
| 283               | 13, 197, 254, 288, 323, 374, 404, 943, ... |                            |
| 293               | 136, 388, 471, ... |                            |

### Lista de números primos repitunos baseb
El primo más pequeño {\displaystyle p>2} tal que {\displaystyle R_{p}(b)} es primo figura en la lista siguiente (comenzando con {\displaystyle b=2}, 0 si tal {\displaystyle p} no existe)
3, 3, 0, 3, 3, 5, 3, 0, 19, 17, 3, 5, 3, 3, 0, 3, 25667, 19, 3, 3, 5, 5, 3, 0, 7, 3, 5, 5, 5, 7, 0, 3, 13, 313, 0, 13, 3, 349, 5, 3, 1319, 5, 5, 19, 7, 127, 19, 0, 3, 4229, 103, 11, 3, 17, 7, 3, 41, 3, 7, 7, 3, 5, 0, 19, 3, 19, 5, 3, 29, 3, 7, 5, 5, 3, 41, 3, 3, 5, 3, 0, 23, 5, 17, 5, 11, 7, 61, 3, 3, 4421, 439, 7, 5, 7, 3343, 17, 13, 3, 0, ... (sucesión A128164 en OEIS)
El primo más pequeño {\displaystyle p>2} tal que {\displaystyle R_{p}(-b)} es primo figura en la lista siguiente (comienza con {\displaystyle b=2}, 0 si no existe tal {\displaystyle p}, signo de interrogación si este término es actualmente desconocido)
3, 3, 3, 5, 3, 3, 0, 3, 5, 5, 5, 3, 7, 3, 3, 7, 3, 17, 5, 3, 3, 11, 7, 3, 11, 0, 3, 7, 139, 109, 0, 5, 3, 11, 31, 5, 5, 3, 53, 17, 3, 5, 7, 103, 7, 5, 5, 7, 1153, 3, 7, 21943, 7, 3, 37, 53, 3, 17, 3, 7, 11, 3, 0, 19, 7, 3, 757, 11, 3, 5, 3, 7, 13, 5, 3, 37, 3, 3, 5, 3, 293, 19, 7, 167, 7, 7, 709, 13, 3, 3, 37, 89, 71, 43, 37, ?, 19, 7, 3, ... (sucesión A084742 en OEIS)
| {\displaystyle b} | Números {\displaystyle n} tales que {\displaystyle R_{n}(b)} es primo (algunos términos grandes solo corresponden a probables primos, estos {\displaystyle n} se han comprobado hasta 100000) | Secuencia OEIS             |
| −50               | 1153, 26903, 56597, ... | (sucesión A309413 en OEIS) |
| −49               | 7, 19, 37, 83, 1481, 12527, 20149, ... | (sucesión A237052 en OEIS) |
| −48               | 2*, 5, 17, 131, 84589, ... | (sucesión A236530 en OEIS) |
| −47               | 5, 19, 23, 79, 1783, 7681, ... | (sucesión A236167 en OEIS) |
| −46               | 7, 23, 59, 71, 107, 223, 331, 2207, 6841, 94841, ... | (sucesión A235683 en OEIS) |
| −45               | 103, 157, 37159, ... | (sucesión A309412 en OEIS) |
| −44               | 2*, 7, 41233, ... | (sucesión A309411 en OEIS) |
| −43               | 5, 7, 19, 251, 277, 383, 503, 3019, 4517, 9967, 29573, ... | (sucesión A231865 en OEIS) |
| −42               | 2*, 3, 709, 1637, 17911, 127609, 172663, ... | (sucesión A231604 en OEIS) |
| −41               | 17, 691, 113749, ... | (sucesión A309410 en OEIS) |
| −40               | 53, 67, 1217, 5867, 6143, 11681, 29959, ... | (sucesión A229663 en OEIS) |
| −39               | 3, 13, 149, 15377, ... | (sucesión A230036 en OEIS) |
| −38               | 2*, 5, 167, 1063, 1597, 2749, 3373, 13691, 83891, 131591, ... | (sucesión A229524 en OEIS) |
| −37               | 5, 7, 2707, 163193, ... | (sucesión A309409 en OEIS) |
| −36               | 31, 191, 257, 367, 3061, 110503, ... | (sucesión A229145 en OEIS) |
| −35               | 11, 13, 79, 127, 503, 617, 709, 857, 1499, 3823, 135623, ... | (sucesión A185240 en OEIS) |
| −34               | 3, 294277, ... |                            |
| −33               | 5, 67, 157, 12211, 313553, ... | (sucesión A185230 en OEIS) |
| −32               | 2* (no otros) |                            |
| −31               | 109, 461, 1061, 50777, ... | (sucesión A126856 en OEIS) |
| −30               | 2*, 139, 173, 547, 829, 2087, 2719, 3109, 10159, 56543, 80599, ... | (sucesión A071382 en OEIS) |
| −29               | 7, 112153, 151153, ... | (sucesión A291906 en OEIS) |
| −28               | 3, 19, 373, 419, 491, 1031, 83497, ... | (sucesión A071381 en OEIS) |
| −27               | (ninguno) |                            |
| −26               | 11, 109, 227, 277, 347, 857, 2297, 9043, ... | (sucesión A071380 en OEIS) |
| −25               | 3, 7, 23, 29, 59, 1249, 1709, 1823, 1931, 3433, 8863, 43201, 78707, ... | (sucesión A057191 en OEIS) |
| −24               | 2*, 7, 11, 19, 2207, 2477, 4951, ... | (sucesión A057190 en OEIS) |
| −23               | 11, 13, 67, 109, 331, 587, 24071, 29881, 44053, ... | (sucesión A057189 en OEIS) |
| −22               | 3, 5, 13, 43, 79, 101, 107, 227, 353, 7393, 50287, ... | (sucesión A057188 en OEIS) |
| −21               | 3, 5, 7, 13, 37, 347, 17597, 59183, 80761, 210599, 394579, ... | (sucesión A057187 en OEIS) |
| −20               | 2*, 5, 79, 89, 709, 797, 1163, 6971, 140053, 177967, 393257, ... | (sucesión A057186 en OEIS) |
| −19               | 17, 37, 157, 163, 631, 7351, 26183, 30713, 41201, 77951, 476929, ... | (sucesión A057185 en OEIS) |
| −18               | 2*, 3, 7, 23, 73, 733, 941, 1097, 1933, 4651, 481147, ... | (sucesión A057184 en OEIS) |
| −17               | 7, 17, 23, 47, 967, 6653, 8297, 41221, 113621, 233689, 348259, ... | (sucesión A057183 en OEIS) |
| −16               | 3, 5, 7, 23, 37, 89, 149, 173, 251, 307, 317, 30197, 1025393, ... | (sucesión A057182 en OEIS) |
| −15               | 3, 7, 29, 1091, 2423, 54449, 67489, 551927, ... | (sucesión A057181 en OEIS) |
| −14               | 2*, 7, 53, 503, 1229, 22637, 1091401, ... | (sucesión A057180 en OEIS) |
| −13               | 3, 11, 17, 19, 919, 1151, 2791, 9323, 56333, 1199467, ... | (sucesión A057179 en OEIS) |
| −12               | 2*, 5, 11, 109, 193, 1483, 11353, 21419, 21911, 24071, 106859, 139739, 495953, ... | (sucesión A057178 en OEIS) |
| −11               | 5, 7, 179, 229, 439, 557, 6113, 223999, 327001, 2264611... | (sucesión A057177 en OEIS) |
| −10               | 5, 7, 19, 31, 53, 67, 293, 641, 2137, 3011, 268207, 1600787, ... | (sucesión A001562 en OEIS) |
| −9                | 3, 59, 223, 547, 773, 1009, 1823, 3803, 49223, 193247, 703393, 860029, ... | (sucesión A057175 en OEIS) |
| −8                | 2* (no otros) |                            |
| −7                | 3, 17, 23, 29, 47, 61, 1619, 18251, 106187, 201653, 1178033, ... | (sucesión A057173 en OEIS) |
| −6                | 2*, 3, 11, 31, 43, 47, 59, 107, 811, 2819, 4817, 9601, 33581, 38447, 41341, 131891, 196337, 1313371, ... | (sucesión A057172 en OEIS) |
| −5                | 5, 67, 101, 103, 229, 347, 4013, 23297, 30133, 177337, 193939, 266863, 277183, 335429, 1856147, ... | (sucesión A057171 en OEIS) |
| −4                | 2*, 3 (no otros) |                            |
| −3                | 2*, 3, 5, 7, 13, 23, 43, 281, 359, 487, 577, 1579, 1663, 1741, 3191, 9209, 11257, 12743, 13093, 17027, 26633, 104243, 134227, 152287, 700897, 1205459, 1896463, 2533963, ... | (sucesión A007658 en OEIS) |
| −2                | 3, 4*, 5, 7, 11, 13, 17, 19, 23, 31, 43, 61, 79, 101, 127, 167, 191, 199, 313, 347, 701, 1709, 2617, 3539, 5807, 10501, 10691, 11279, 12391, 14479, 42737, 83339, 95369, 117239, 127031, 138937, 141079, 267017, 269987, 374321, 986191, 4031399, ..., 13347311, 13372531, 15135397, ... | (sucesión A000978 en OEIS) |
| 2                 | 2, 3, 5, 7, 13, 17, 19, 31, 61, 89, 107, 127, 521, 607, 1279, 2203, 2281, 3217, 4253, 4423, 9689, 9941, 11213, 19937, 21701, 23209, 44497, 86243, 110503, 132049, 216091, 756839, 859433, 1257787, 1398269, 2976221, 3021377, 6972593, 13466917, 20996011, 24036583, 25964951, 30402457, 32582657, 37156667, 42643801, 43112609, 57885161, ..., 74207281, ..., 77232917, ..., 82589933, ... | (sucesión A000043 en OEIS) |
| 3                 | 3, 7, 13, 71, 103, 541, 1091, 1367, 1627, 4177, 9011, 9551, 36913, 43063, 49681, 57917, 483611, 877843, 2215303, 3598867, ... | (sucesión A028491 en OEIS) |
| 4                 | 2 (no otros) |                            |
| 5                 | 3, 7, 11, 13, 47, 127, 149, 181, 619, 929, 3407, 10949, 13241, 13873, 16519, 201359, 396413, 1888279, 3300593, ... | (sucesión A004061 en OEIS) |
| 6                 | 2, 3, 7, 29, 71, 127, 271, 509, 1049, 6389, 6883, 10613, 19889, 79987, 608099, 1365019, ... | (sucesión A004062 en OEIS) |
| 7                 | 5, 13, 131, 149, 1699, 14221, 35201, 126037, 371669, 1264699, ... | (sucesión A004063 en OEIS) |
| 8                 | 3 (no otros) |                            |
| 9                 | (ninguno) |                            |
| 10                | 2, 19, 23, 317, 1031, 49081, 86453, 109297, 270343, ..., 5794777, ... | (sucesión A004023 en OEIS) |
| 11                | 17, 19, 73, 139, 907, 1907, 2029, 4801, 5153, 10867, 20161, 293831, ... | (sucesión A005808 en OEIS) |
| 12                | 2, 3, 5, 19, 97, 109, 317, 353, 701, 9739, 14951, 37573, 46889, 769543, ... | (sucesión A004064 en OEIS) |
| 13                | 5, 7, 137, 283, 883, 991, 1021, 1193, 3671, 18743, 31751, 101089, 1503503, ... | (sucesión A016054 en OEIS) |
| 14                | 3, 7, 19, 31, 41, 2687, 19697, 59693, 67421, 441697, ... | (sucesión A006032 en OEIS) |
| 15                | 3, 43, 73, 487, 2579, 8741, 37441, 89009, 505117, 639833, ... | (sucesión A006033 en OEIS) |
| 16                | 2 (no otros) |                            |
| 17                | 3, 5, 7, 11, 47, 71, 419, 4799, 35149, 54919, 74509, 1990523, ... | (sucesión A006034 en OEIS) |
| 18                | 2, 25667, 28807, 142031, 157051, 180181, 414269, ... | (sucesión A133857 en OEIS) |
| 19                | 19, 31, 47, 59, 61, 107, 337, 1061, 9511, 22051, 209359, ... | (sucesión A006035 en OEIS) |
| 20                | 3, 11, 17, 1487, 31013, 48859, 61403, 472709, 984349, ... | (sucesión A127995 en OEIS) |
| 21                | 3, 11, 17, 43, 271, 156217, 328129, ... | (sucesión A127996 en OEIS) |
| 22                | 2, 5, 79, 101, 359, 857, 4463, 9029, 27823, ... | (sucesión A127997 en OEIS) |
| 23                | 5, 3181, 61441, 91943, 121949, ... | (sucesión A204940 en OEIS) |
| 24                | 3, 5, 19, 53, 71, 653, 661, 10343, 49307, 115597, 152783, ... | (sucesión A127998 en OEIS) |
| 25                | (ninguno) |                            |
| 26                | 7, 43, 347, 12421, 12473, 26717, ... | (sucesión A127999 en OEIS) |
| 27                | 3 (no otros) |                            |
| 28                | 2, 5, 17, 457, 1423, 115877, ... | (sucesión A128000 en OEIS) |
| 29                | 5, 151, 3719, 49211, 77237, ... | (sucesión A181979 en OEIS) |
| 30                | 2, 5, 11, 163, 569, 1789, 8447, 72871, 78857, 82883, ... | (sucesión A098438 en OEIS) |
| 31                | 7, 17, 31, 5581, 9973, 101111, 535571, ... | (sucesión A128002 en OEIS) |
| 32                | (ninguno) |                            |
| 33                | 3, 197, 3581, 6871, 183661, ... | (sucesión A209120 en OEIS) |
| 34                | 13, 1493, 5851, 6379, 125101, ... | (sucesión A185073 en OEIS) |
| 35                | 313, 1297, 568453, ... |                            |
| 36                | 2 (no otros) |                            |
| 37                | 13, 71, 181, 251, 463, 521, 7321, 36473, 48157, 87421, 168527, 249341, ... | (sucesión A128003 en OEIS) |
| 38                | 3, 7, 401, 449, 109037, ... | (sucesión A128004 en OEIS) |
| 39                | 349, 631, 4493, 16633, 36341, ... | (sucesión A181987 en OEIS) |
| 40                | 2, 5, 7, 19, 23, 29, 541, 751, 1277, ... | (sucesión A128005 en OEIS) |
| 41                | 3, 83, 269, 409, 1759, 11731, ... | (sucesión A239637 en OEIS) |
| 42                | 2, 1319, 337081, ... |                            |
| 43                | 5, 13, 6277, 26777, 27299, 40031, 44773, ... | (sucesión A240765 en OEIS) |
| 44                | 5, 31, 167, 100511, ... | (sucesión A294722 en OEIS) |
| 45                | 19, 53, 167, 3319, 11257, 34351, 216551, ... | (sucesión A242797 en OEIS) |
| 46                | 2, 7, 19, 67, 211, 433, 2437, 2719, 19531, ... | (sucesión A243279 en OEIS) |
| 47                | 127, 18013, 39623, ... | (sucesión A267375 en OEIS) |
| 48                | 19, 269, 349, 383, 1303, 15031, 200443, ... | (sucesión A245237 en OEIS) |
| 49                | (ninguno) |                            |
| 50                | 3, 5, 127, 139, 347, 661, 2203, 6521, 210319, ... | (sucesión A245442 en OEIS) |

* Los repitunos con base negativa y n par son negativos. Si su valor absoluto es primo, se incluyen arriba y se marcan con un asterisco. No están incluidos en las secuencias OEIS correspondientes.
Para más información, véase.

### Factorización algebraica de números repitunos generalizados
Si b es una potencia perfecta (puede escribirse como mn, con m, n enteros, n > 1) difiere de 1, entonces hay como mucho una repituno en base-b. Si n es una potencia prima (puede escribirse como pr, con p primo, r entero; y además p y r > 0) , entonces todos los repitunos en base -b no son primos aparte de Rp y R2. Rp puede ser primo o compuesto. Ejemplos del primer caso (b= −216, −128, 4, 8, 16, 27, 36, 100, 128, 256, etc.,) y ejemplos del segundo (b= −243, −125, −64, −32, −27, −8, 9, 25, 32, 49, 81, 121, 125, 144, 169, 196, 216, 225, 243 , 289, etc.,). R2 puede ser primo (cuando p difiere de 2) solo si b es negativo, una potencia de −2, por ejemplo, b = −8, −32, −128, −8192, etc. De hecho, el R2 también puede ser compuesto, por ejemplo, b= −512, −2048, −32768, etc. Si n no es una potencia prima, entonces no existe base -b que sea un repituno primo, por ejemplo, b= 64, 729 (con n= 6),  b= 1024 (con n= 10), y b= −1 o 0 (con n cualquier número natural). Otra situación especial es b= −4k4, con k entero positivo, que tiene la factorización aurifeuilleana, por ejemplo, b= −4 (con k= 1, entonces R2 y R3 son primos), y b= −64, −324, −1024, −2500, −5184, ... (con k = 2, 3, 4, 5, 6, ...), entonces no existe ningún primo repituno en base -b. También se conjetura que cuando b no es una potencia perfecta ni −4k4 con k entero positivo, entonces hay infinitos números primos repitunos de base -b.

### La conjetura generalizada del repituno
Una conjetura relacionada con los primos repituno generalizados: (la conjetura predice dónde está el próximo primo de Mersenne generalizado, si la conjetura es verdadera, entonces hay infinitos primos repitunos para todas las bases {\displaystyle b})
Para cualquier número entero {\displaystyle b}, que satisfaga las condiciones:
1. {\displaystyle |b|>1}.
2. {\displaystyle b} no es un potencia perfecta (dado que cuando {\displaystyle b} es una potencia perfecta de {\displaystyle r}, se puede demostrar que hay como máximo un valor de {\displaystyle n} tal que {\displaystyle {\frac {b^{n}-1}{b-1}}} es primo, y este valor de {\displaystyle n} es el mismo {\displaystyle r} o una raíz de {\displaystyle r})
3. {\displaystyle b} no tiene el formato {\displaystyle -4k^{4}} (si es así, entonces el número tiene factorización aurifeuilleana)

tiene números primos repitunos generalizados de la forma
{\displaystyle R_{p}(b)={\frac {b^{p}-1}{b-1}}}
para {\displaystyle p} primo, los números primos se distribuirán cerca de la línea de mejor ajuste
{\displaystyle Y=G\cdot \log _{|b|}\left(\log _{|b|}\left(R_{(b)}(n)\right)\right)+C,}
donde el límite {\displaystyle n\rightarrow \infty }, {\displaystyle G={\frac {1}{e^{\gamma }}}=0.561459483566...}
y hay alrededor de
{\displaystyle \left(\log _{e}(N)+m\cdot \log _{e}(2)\cdot \log _{e}{\big (}\log _{e}(N){\big )}+{\frac {1}{\sqrt {N}}}-\delta \right)\cdot {\frac {e^{\gamma }}{\log _{e}(|b|)}}}
repitunos primos en base-b menos que N.
- {\displaystyle e} es la base de los logaritmos naturales.
- {\displaystyle \gamma } es la constante de Euler-Mascheroni.
- {\displaystyle \log _{|b|}} es el logaritmo en base {\displaystyle |b|}
- {\displaystyle R_{(b)}(n)} es el primo de repetición generalizado {\displaystyle n} en base b (con primo p)
- {\displaystyle C} es una constante de ajuste de datos que varía con {\displaystyle b}.
- {\displaystyle \delta =1} si {\displaystyle b>0}, {\displaystyle \delta =1.6} si {\displaystyle b<0}.
- {\displaystyle m} es el mayor número natural tal que {\displaystyle -b} es una {\displaystyle 2^{m-1}}ésima potencia.

También se tienen las siguientes 3 propiedades:
1. El número de números primos de la forma {\displaystyle {\frac {b^{n}-1}{b-1}}} (con {\displaystyle p} primo) menores o iguales a {\displaystyle n} es aproximadamente {\displaystyle e^{\gamma }\cdot \log _{|b|}{\big (}\log _{|b|}(n){\big )}}.
2. El número esperado de números primos de la forma {\displaystyle {\frac {b^{n}-1}{b-1}}} con el primo {\displaystyle p} entre {\displaystyle n} y {\displaystyle |b|\cdot n} es aproximadamente {\displaystyle e^{\gamma }}.
3. La probabilidad de que un número de la forma {\displaystyle {\frac {b^{n}-1}{b-1}}} sea primo (para primos {\displaystyle p}) es de {\displaystyle {\frac {e^{\gamma }}{p\cdot \log _{e}(|b|)}}}.

## Historia
Aunque todavía no se conocían por ese nombre, los repitunos en base 10 fueron estudiados por muchos matemáticos durante el siglo XIX en un esfuerzo de desarrollar y predecir el modelo cíclico de los decimales periódicos.
Desde muy temprano se encontró que para cualquier primo p mayor que 5, el período de la expansión decimal de 1/p es igual a la longitud del número repìtuno más pequeño que es divisible por p. Hacia 1860 se habían publicado tablas de los periodos de los recíprocos de los primos hasta 60000 que permitieron la factorización por matemáticos como Reuschle de todos los repitunos hasta R16 y algunos más grandes. Hacia 1880, incluso R17 se había factorizado y es curioso que, aunque Édouard Lucas demostró que (el inverso de) ningún primo inferior a tres millones tenía período diecinueve, no hubo ningún intento de comprobar la primalidad de un repituno hasta comienzos del siglo XX. El matemático norteamericano Oscar Hoppe probó que R19 es primo en 1916 y Lehmer y Kraitchik, de forma independiente, hallaron que R23 es primo en 1929.
No se registran ulteriores avances en el estudio de los repitunos hasta los años 1960, cuando las computadoras permitieron hallar muchos factores nuevos de repitunos y corregir los vacíos en las tablas anteriores de períodos de primos. Se encontró por los años 60 que R317 era un probable primo y se demostró 11 años más tarde, cuando se demostró que R1031 era el único posible primo repituno que quedaba con menos de 10000 dígitos. Se demostró que era primo en 1986, pero la búsqueda de primos repitunos adicionales en las siguientes décadas falló repetidamente. Sin embargo, hubo un desarrollo importante en el campo de los repitunos generalizados, lo que produjo un gran número de primos nuevos y probables primos.
Desde 1999, se han hallado cuatro posibles primos repitunos, pero es improbable que pueda probarse el carácter primo de cualquiera de ellos en un futuro previsible por su enorme tamaño.
El Proyecto de Cunningham es un esfuerzo por documentar las factorizaciones de (entre otros números) de los repitunos en las bases 2, 3, 5, 6, 7, 10, 11, y 12.

## Números Demlo
Dattatreya Ramachandra Kaprekar ha definido los números Demlo como la concatenación de una parte izquierda, media y derecha, donde la parte izquierda y derecha deben tener la misma longitud (hasta un posible cero a la izquierda) con forma de número repituno, y el de la parte central puede contener cualquier número adicional de este dígito repetido.
Llevan el nombre de la estación de tren de Demlo (ahora llamada Dombivili), situada a 30 millas de Bombay en el entonces Great Indian Peninsula Railway, donde Kaprekar comenzó a investigarlos.
Llama maravillosos números de Demlo a los de la forma 1, 121, 12321, 1234321, ..., 12345678987654321. El hecho de que estos números sean los cuadrados de los repitunos ha llevado a algunos autores a llamar números de Demlo a la secuencia infinita de estos, 1, 121, 12321, ..., 12345678987654321, 1234567900987654321, 123456790120987654321, ..., (sucesión A002477 en OEIS), aunque se puede comprobar que no son números Demlo para p = 10, 19, 28, ...

### Sitios web
- The main tables of the Cunningham project.
- Caldwell, Chris. «The Prime Glossary: Repunit» (en inglés). The Prime Pages. Universidad de Tennessee. http://primes.utm.edu/glossary/page.php?sort=Repunit.
- Repunits and their prime factors at World!Of Numbers.

### Libros
- S. Yates, Repunits and repetends. ISBN 0-9608652-0-9.
- A. Beiler, Recreations in the theory of numbers. ISBN 0-486-21096-0. Chapter 11, of course.
- Paulo Ribenboim, The New Book Of Prime Number Records. ISBN 0-387-94457-5

- Datos: Q1199125